# Szkudaj (gmina)
Szkudaj – dawna gmina wiejska istniejąca w latach 1946–1954 w woj. olsztyńskim (dzisiejsze woj. warmińsko-mazurskie). Nazwa gminy pochodzi od wsi Szkudaj, lecz siedzibą władz gminy było Kanigowo.
Gmina Szkudaj powstała po II wojnie światowej na terenie tzw. Ziem Odzyskanych. 28 czerwca 1946 roku jako jednostka administracyjna powiatu nidzickiego gmina weszła w skład nowo utworzonego woj. olsztyńskiego. Według stanu z 1 lipca 1952 roku gmina była podzielona na 18 gromad: Bartki, Gniazdki, Górowo, Kamionka, Kanigowo, Krokowo, Napierki, Piątki, Piotrowice, Powierz, Safronka, Siemienowo, Szkudaj Szymany, Ważyny, Wiłunie, Wola i Zabłocie Kanigowskie.
Gmina została zniesiona 29 września 1954 roku wraz z reformą wprowadzającą gromady w miejsce gmin. Jednostki nie przywrócono 1 stycznia 1973 roku po reaktywowaniu gmin.